# مکس داومن
مکس رابرت داومن (متولد ۳۱ دسامبر ۲۰۰۹) (به انگلیسی: Max Dowman) بازیکن فوتبال اهل انگلستان است که در پست هافبک تهاجمی برای باشگاه فوتبال آرسنال در لیگ برتر فوتبال انگلستان بازی می‌کند.

## دوران حرفه‌ای باشگاهی
داومن اولین بازی خود را برای تیم زیر ۱۸ سال آرسنال در سپتامبر ۲۰۲۳ در سن ۱۳ سالگی انجام داد. در ۱۹ سپتامبر ۲۰۲۴، داومن در بازی تیم زیر ۱۹ سال آرسنال در لیگ جوانان یوفا مقابل تیم جوانان آتالانتا با سن ۱۴ سال و هشت ماه و ۱۹ روز گلزنی کرد؛ بنابراین او جوان‌ترین گلزن تاریخ این رقابت‌ها شد.
در دسامبر ۲۰۲۴، پس از تبدیل شدن به جوان‌ترین بازیکن لیگ برتر ۲ در ۱۴ سالگی، او تمرین با تیم اول را آغاز کرد، با این هدف که در فصل ۲۰۲۵–۲۶ به عضویت تیم اول درآید.
او اولین بازی خود برای تیم اصلی را در یک بازی دوستانه پیش فصل مقابل آث میلان در سن ۱۵ سالگی انجام داد. چهار روز بعد، دومن دوباره در یک بازی دوستانه دیگر مقابل نیوکاسل یونایتد به میدان رفت و برای مهارت و اعتماد به نفسش مورد ستایش قرار گرفت.

## دوران حرفه‌ای بین‌المللی
داومن اولین بازی‌های خود را برای تیم‌های زیر ۱۶ سال و زیر ۱۷ سال انگلیس در سال ۲۰۲۴ انجام داد. او برای تیم منتخب مسابقات قهرمانی زیر ۱۷ سال اروپا در سال ۲۰۲۵ انتخاب شد. او در هر سه بازی انگلیس، از جمله پیروزی ۲–۴ مقابل جمهوری چک، به عنوان بازیکن اصلی به میدان رفت که گل اول را هم به ثمر رساند.

## سبک بازی
داومن که در چندین پست به راحتی بازی می‌کند، به عنوان هافبک تهاجمی و به عنوان یک بازیکن شماره ۱۰ سنتی برای تیم‌های جوانان آرسنال مورد استفاده قرار گرفته است، اما می‌تواند به عنوان وینگر راست نیز بازی کند. او در یک سوم دفاعی حریف، ماهر، پرانرژی و ذاتاً بااستعداد است و می‌تواند با یک پاس دقیق و صحیح، مدافعان حریف را از هم جدا کند. از نظر فنی، ضربات ایستگاهی داومن برجسته است. او قبلاً وظایف کرنر و ضربات آزاد را در سطح جوانان به عهده داشته است. گوستاوو اولیویرا، مربی تیم جوانان آرسنال، داومن را «کاکای بعدی» نامید.